# Campeonato Brasileiro de Beisebol
O Campeonato Brasileiro de Beisebol é uma competição de beisebol entre equipes do Brasil. Organizado pela CBBS, é o principal campeonato da modalidade no país.
Anteriormente foi organizado pela Federação Paulista de Beisebol e Softbol. A partir de 2003, a Confederação começou a organizar os campeonatos, que na verdade foi o LVII campeonato.

## Histórico
A partir da década de 30 em diante, passaram a ser realizados torneios regionais de beisebol pelo Brasil afora. Na região Noroeste de São Paulo, onde ficava a Colônia Aliança, era organizado o Torneio de Beisebol da Noroeste; e na cidade de São Paulo, havia o Campeonato de Beisebol da Cidade de São Paulo.
O I Campeonato foi em 1936, sendo que em 1956 aconteceu o III Campeonato Brasileiro de Seleções em Londrina.
O primeiro campeonato, aconteceu em 1936, época em que se registrou uma grande expansão dos japoneses no interior, foi realizado na cidade de São Paulo o Grande Torneio Nacional de Beisebol, com a participação de Bastos, Paraguaçu Paulista, São Paulo e Tietê. O time da Colônia Aliança, que ficou de fora da primeira edição do torneio, participou da segunda graças à adoção de um sistema de eliminatórias regionais que já eram defendidas desde antes. Da terceira edição em diante, o torneio passou a ser financiado pelo Jornal Nippak. Com a cobrança de ingressos, o torneio chegou até a sexta edição, realizada em 1941, ano que por causa da entrada do Japão na Segunda Guerra Mundial, as associações japonesas foram fechadas, fazendo deste o último campeonato e partida oficial de beisebol no pré-guerra.
Entre os pioneiros clubes paulistas estão: Coopercotia, São Paulo, Anhanguera, Gigantes, Ipiranga, Piratas, Osasco, Kodama e União Assahi (Santo André), vindo depois o, Faísca, Ipiranga e Piratas (que jogava com uma autorização para usar o escudo do São Paulo Futebol Clube. No interior do estado, os pioneiros foram Aliança, Mirandópolis, Bastos, Oaraguaçu Paulista, Tietê, Araçatuba, Junqueirópolis, vindo depois Pacaembu, Pereira Barreto, Getulina e Tupã. No Paraná, a formação de clubes iniciou-se por Curitiba, onde se formaram várias equipes.
O VIII Campeonato Brasileiro Inter Regional, aconteceu na cidade de Marília e o estado do Paraná foi o bicampeão.
Em 1957 aconteceu o XI Campeonato Brasileiro na cidade de Tupã.

## Campeonatos

### Campeonato Brasileiro de Beisebol Interclubes Adulto[10]
| Ano                                            | Campeão              | Vice                 | 3.º lugar           | 4.º lugar              |
| 1936 a 1941 - I ao VI campeonato               |                      |                      |                     |                        |
| 1942 a 1945 - Não houve                        |                      |                      |                     |                        |
| 1946 a 1957 - VII ao XI campeonato             |                      |                      |                     |                        |
| 1958 - XII campeonato                          | Kanebo               | Lins                 |                     |                        |
| 1959 - XIII campeonato                         | São Paulo            | Kanebo               |                     |                        |
| 1960 - XIV campeonato                          | São Paulo            | Lins                 |                     |                        |
| 1961 - XV campeonato                           | Lins                 | Londrina             |                     |                        |
| 1962 - XVI campeonato                          | Assaí                | Howa                 |                     |                        |
| 1963 - XVII campeonato                         | Assaí                | Rio                  |                     |                        |
| 1964 - XVIII campeonato                        | Howa                 | Assaí                |                     |                        |
| 1965 - XIV campeonato                          | Cooper               | Kanebo               |                     |                        |
| 1966 - XX campeonato                           | Cooper               | Kanebo               |                     |                        |
| 1967 - XXI campeonato                          | Sul Brasil           | Howa                 | Nova Esperança      |                        |
| 1968 - XXII campeonato                         | Howa                 | Bastos               | Jales               | Sul Brasil             |
| 1969 - XXIII campeonato                        | Howa                 | Sul Brasil           | Ibiúna              | Álvares Machado        |
| 1970 - XXIV campeonato                         | Sul Brasil           | Kanebo               |                     |                        |
| 1971 - XXV campeonato                          | Howa                 | Sul Brasil           |                     |                        |
| 1972 - XXVI campeonato                         | Howa                 | Sul Brasil           | Ibiúna              |                        |
| 1973 - XXVII campeonato                        | Howa                 | Sul Brasil           | Mizuho              |                        |
| 1974 - XXVIII campeonato                       | Howa                 | Londrina             |                     |                        |
| 1975 - XXIX campeonato                         | Presidente Prudente  | Sansuy               |                     |                        |
| 1976 - XXX campeonato                          | Curitiba             | Presidente Venceslau | Granja Ito          |                        |
| 1977 - XXXI campeonato                         | Paraíso              | Presidente Venceslau |                     |                        |
| 1978 - XXXII campeonato                        | Howa                 | Osvaldo Cruz         | Aliança             |                        |
| 1979 - XXXIII campeonato                       | Aliança              | Universo             | Rio de Janeiro      |                        |
| 1980 - XXIV campeonato                         | Assaí                | Tupã                 |                     |                        |
| 1981 - XXXV campeonato                         | Mogi das Cruzes      | Presidente Venceslau |                     |                        |
| 1982 - XXXVI campeonato                        | Copper               | Auriverde            | Tupã                |                        |
| 1983 - XXXVII campeonato                       | Marília              | Cooper               |                     |                        |
| 1984 - XXXVIII campeonato                      | Cooper               | Mogi das Cruzes      | Curitiba            |                        |
| 1985 - XXXIX campeonato                        | Presidente Prudente  | Cooper               |                     |                        |
| 1986 - XL campeonato                           | São Paulo            | Marília              |                     |                        |
| 1987 - XLI campeonato                          | Atibaia              | Itapetininga         |                     |                        |
| 1988 - XLII campeonato                         | Cooper               | Tupã                 |                     |                        |
| 1989 - XLIII campeonato                        | Atibaia              | Tupã                 | Presidente Prudente |                        |
| 1990 - XLIV campeonato                         | Presidente Prudente  | Yanai Toyotex        | Maringá             |                        |
| 1991 - XLV campeonato                          | Londrina             | Laranja Lima         |                     |                        |
| 1992 - XLVI campeonato                         | São Paulo            | Presidente Prudente  | Atibaia             |                        |
| 1993 - XLVII campeonato                        | Nippon Blue Jays     | Marília              | Atibaia             |                        |
| 1994 - XLVIII campeonato                       | Presidente Prudente  | Mogi das Cruzes      | Nippon Blue Jays    |                        |
| 1995 - XLIX campeonato                         | Nippon Blue Jays     | Maringá              | Presidente Prudente |                        |
| 1996 - L campeonato                            | Mogi das Cruzes      | Nippon Blue Jays     | Londrina            |                        |
| 1997 - LI campeonato                           | Nippon Blue Jays     | Mogi das Cruzes      |                     |                        |
| 1998 - LII campeonato                          | Mogi das Cruzes      | Presidente Prudente  |                     |                        |
| 1999 - LIII campeonato                         | Nippon Blue Jays     | Nippon Blue Jays - B |                     |                        |
| 2000 - LIV campeonato                          | Nippon Blue Jays     | Gecebs               |                     |                        |
| 2001 - LV campeonato                           | Nippon Blue Jays     | Cooper               | Londrina            |                        |
| 2002 - LVI campeonato                          | Nippon Blue Jays     | Gigantes             | Guarulhos           |                        |
| 2003 - LVII (1.º campeonato)                   | Nippon Blue Jays     | Gecebs (UBS - Mogi)  | Dragons             | (Atibaia)              |
| 2004 - LVIII (2.º campeonato)                  | São Paulo            | Cooper               | Dragons             |                        |
| 2005 - LIX (3.º campeonato)                    | São Paulo            | Presidente Prudente  | Nippon Blue Jays    | Cooper - B             |
| 2006 - LX (4.º campeonato)                     | Atibaia              | Anhanguera           | Nippon Blue Jays    | São Paulo              |
| 2007 - LXI (5.º campeonato)                    | Atibaia              | Nippon Blue Jays     | Guarulhos           | (Suzano)               |
| 2008 - LXII (6.º campeonato)                   | Nippon Blue Jays - B | Dourados             | Guarulhos           | Cooper - A             |
| 2009 - LXIII (7.º campeonato)                  | Atibaia              | Presidente Prudente  | Londrina            |                        |
| 2010 - LXIV (8.º campeonato)                   | Nippon Blue Jays - B | Nippon Blue Jays - A | Londrina            | (Atibaia)              |
| 2011 - LXV (9.º campeonato)                    | Nippon Blue Jays     | Gecebs               | Atibaia             | Anhanguera             |
| 2012 - LXVI (10.º campeonato)                  | Atibaia              | São Paulo            | Nippon Blue Jays    |                        |
| 2013 - LXVII (11.º campeonato)                 | Atibaia              | Marília              | Anhanguera          | (Nippon Blue Jays - B) |
| 2014 - LXVIII (12.º campeonato)                | Marília              | Nippon Blue Jays - B | Atibaia             | (Gecebs)               |
| 2015 - LXVIX (13.º campeonato)                 | Marília              | Nippon Blue Jays     | Gecebs              |                        |
| 2016 - LXX (14.º campeonato)                   | Marília              | Gigantes             | Gecebs              |                        |
| 2017 - LXXI (15.º campeonato)                  | Gecebs               | Atibaia              | Gigantes            |                        |
| 2018 - LXXII (16.º campeonato)                 | Nippon Blue Jays     | Anhanguera           | (Ibiúna)            |                        |
| 2019 - LXXIII (17.º campeonato)                | Gecebs               | Marília              | Atibaia             | (Anhanguera)           |
| 2020 - Cancelado devido à pandemia do COVID-19 |                      |                      |                     |                        |
| 2021 - LXXIV (18.º campeonato)                 | Marília              | Gecebs               | Nippon Blue Jays    |                        |
| 2022 - LXXV (19.º campeonato)                  | Marília              | Gecebs               | Nippon Blue Jays    |                        |
| 2023 - LXXVI (20.º campeonato)                 | Marília              | Atibaia              | Nippon Blue Jays    |                        |
| 2024 - LXXVII (21.º campeonato)                |                      |                      |                     |                        |